# 12 Rounds
Série
12 Rounds 2: Reloaded
(2013)
Pour plus de détails, voir Fiche technique et Distribution.
12 Rounds ou Les 12 épreuves au Québec est un film d'action américain réalisé par Renny Harlin, sorti en 2009. Il a été renommé Shoot and Run pour son exploitation DVD en France.
Deux suites sont sorties : 12 Rounds 2: Reloaded en 2013 et 12 Rounds 3: Lockdown en 2015.

## Synopsis
Après avoir une importante vente de missiles, le criminel Miles Jackson et sa copine Erika sont prêts à partir pour une nouvelle vie en Nouvelle-Calédonie. Après une course-poursuite avec le policier Danny Fisher, Erika est tuée, tandis que Miles est arrêté et jure de se venger de Danny.
Un an plus tard, Danny et son coéquipier Hank ont été promus inspecteurs. Miles s'évade de prison, kidnappe Molly, la compagne de Danny, et lui lance douze défis (12 rounds en anglais) pour récupérer Molly. Aidé par deux agents du FBI, Danny va tenter de relever ces défis, tous plus dangereux les uns que les autres.

## Fiche technique
Sauf indication contraire, les informations mentionnées dans cette section peuvent être confirmées par la base de données cinématographiques IMDb,  présente dans la section « Liens externes ».
- Titre original et français : 12 Rounds
- Titre français pour la sortie vidéo : Shoot and Run
- Titre québécois : Les 12 épreuves
- Réalisation : Renny Harlin
- Scénario : Daniel Kunka
- Musique : Trevor Rabin
- Photographie : David Boyd
- Montage : Brian Berdan
- Décors : Nicholas Lundy
- Costumes : Jill Newell
- Production : Mark Gordon, Renny Harlin, Mike Lake, Josh McLaughlin

Production déléguée : Vince McMahon et Becki Trujillo
- Sociétés de production : WWE Films, Midnight Sun Pictures et The Mark Gordon Company
- Sociétés de distribution : Fox Atomic (États-Unis), 20th Century Fox (France)
- Pays de production : États-Unis
- Budget : 22 millions $[1]
- Langue originale : anglais
- Genre : action, policier
- Format : couleur - 2,35:1 - 35 mm
- Dates de sortie :
  - États-Unis : 27 mars 2009[2]
  - France : 26 août 2009[3]

## Distribution
- John Cena (VFB : Erwin Grünspan ; VQ : Patrick Chouinard) : Danny Fisher
- Aidan Gillen (VFB : Philippe Résimont ; VQ : Benoît Gouin) : Miles Jackson
- Ashley Scott (VFB : Nathalie Stas ; VQ : Geneviève Langlois) : Molly Porter
- Steve Harris (VFB : Claudio Dos Santos ; VQ : Jean-François Blanchard) : l'agent George Aiken
- Brian J. White (VQ : François Godin) : l'inspecteur Hank Carver
- Gonzalo Menendez (VFB : David Manet ; VQ : Yves Soutière) : l'agent Ray Santiago
- Taylor Cole (VFB : Claire Tefnin ; VQ : Camille Cyr-Desmarais) : Erica Kessen
- Kyle Clements (VF : Pablo Hertsens) : Dave Fisher
- Peter Tuiasosopo (en) (VQ : François Trudel) : Willie Dumaine
- Travis Davis : Anthony Deluso
- Nick Gomez : Samuel
- Luukas Harlin : un enfant dans le tramway
- John Wilmot : l'homme âgé
- Louis Herthum : un employé du BEP
- Renny Harlin : le contrôleur aérien (voix, caméo non crédité)

## Production

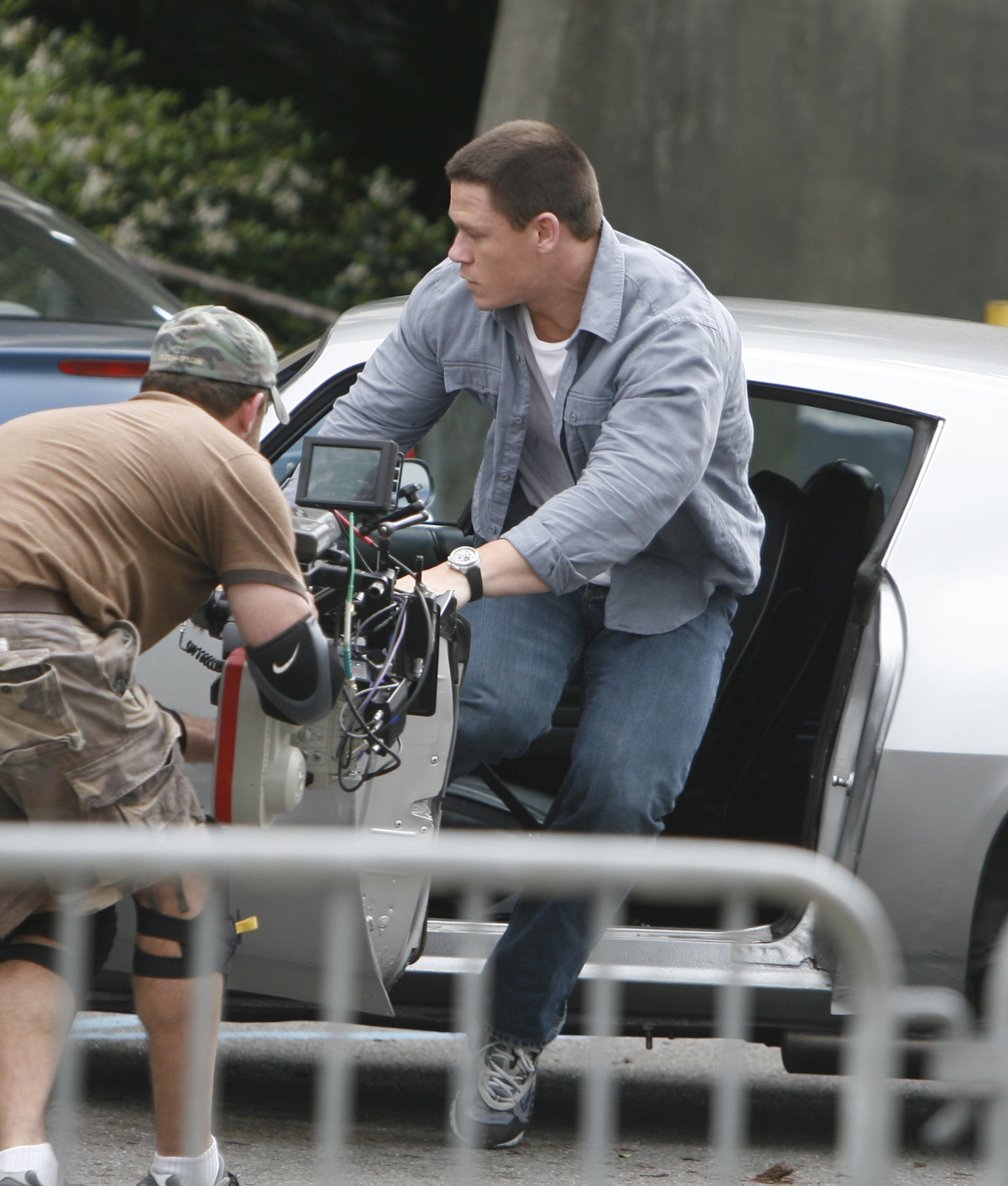
John Cena lors du tournage.

Le scénario est écrit par Daniel Kunka. Il situe initialement son intrigue à Chicago. Le réalisateur Renny Harlin décide cependant de la déplacer à La Nouvelle-Orléans,.
John Cena s'entraine avec la New Orleans Police Department pour la scène de course-poursuite.
Le tournage eu lieu de février à mai 2008 à La Nouvelle-Orléans (Louisiane). Renny Harlin déclare avoir plus tourner son films comme un « film d'action “docu-réaliste” tourné caméra au poing complètement différent des superproductions hollywoodiennes réglées au millimètre. [...] Je voulais un style visuel qui souligne les prouesses physiques de John. Au lieu de le montrer comme un super-héros, nous en avons fait un homme ordinaire. J'ai mis de côté toutes les techniques et tous les outils habituels, comme les travellings avec la dolly ou des grues et les effets visuels, que les gens s'attendent à voir dans les films d'action contemporains ».

## Accueil

### Critiques
Le film reçoit des critiques négatives. Sur l'agrégateur américain Rotten Tomatoes, il récolte 30% d'opinions favorables pour 71 critiques et une note moyenne de 4,43⁄10. Sur Metacritic, il obtient une note moyenne de 38⁄100 pour 13 critiques.
En France, le film obtient une note moyenne de 2,1⁄5 sur le site Allociné, qui recense 8 titres de presse.

### Box-office
| Pays ou région    | Box-office    | Date d'arrêt du box-office | Nombre de semaines |
| ----------------- | ------------- | -------------------------- | ------------------ |
| États-Unis Canada | 12 234 694 $  | 11 juin 2009               | 11                 |
| France            | 6 071 entrées |                            |                    |
| Total mondial     | 17 280 326 $  | -                          | -                  |

## VersionExtreme Cut
Une version dite Extreme Cut sort en DVD contient davantage de violence et de langage grossier.

## Suites
12 Rounds 2: Reloaded, sort en 2013, suivi de 12 Rounds 3: Lockdown en 2015.